# Ruizia
Ruizia ist eine Pflanzengattung innerhalb der Familie der Malvengewächse (Malvaceae). Bis auf eine Art, kommen alle Arten nur auf den Maskarenen vor.

## Beschreibung

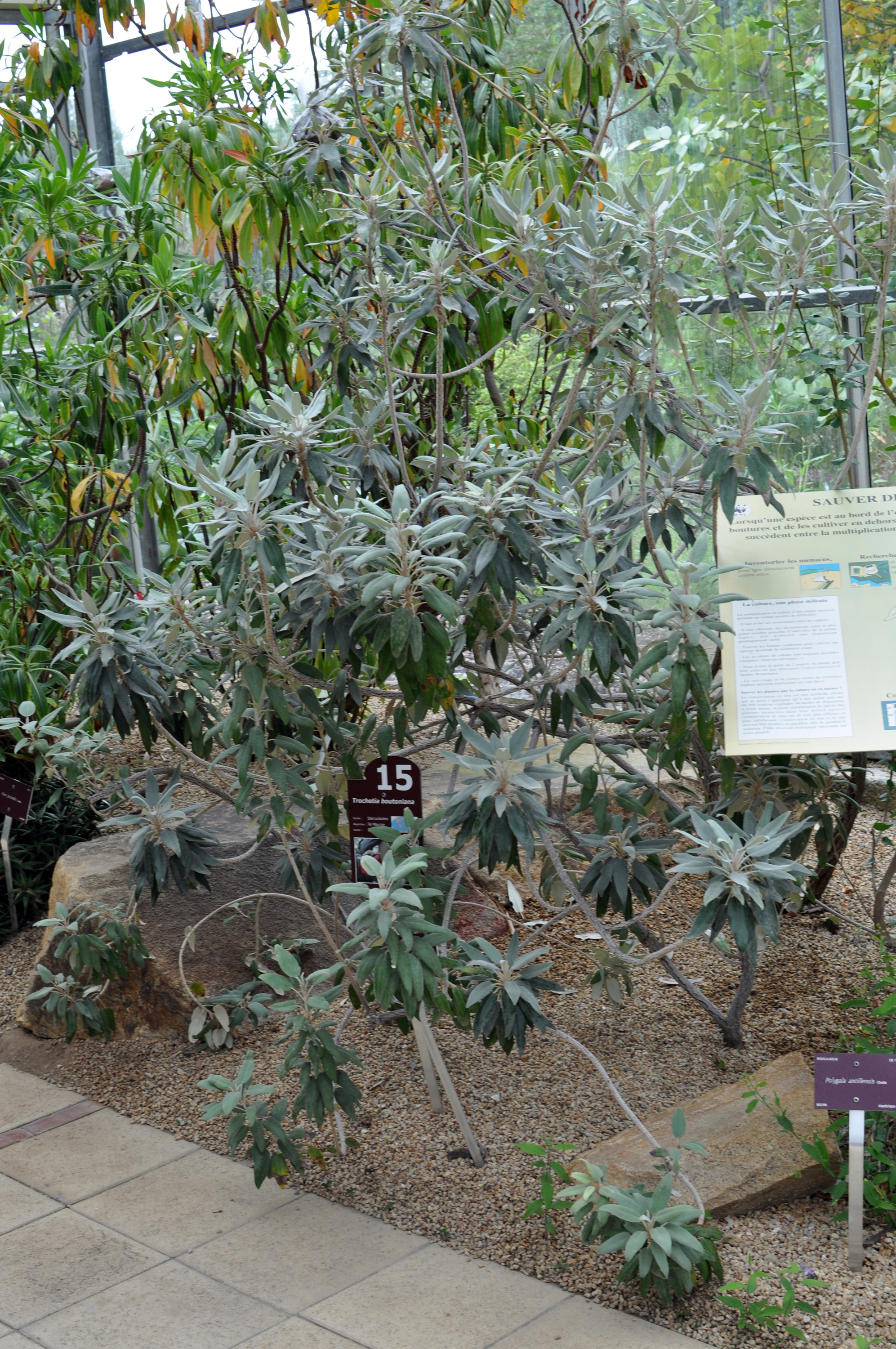
Habitus und Laubblätter von Ruizia boutoniana

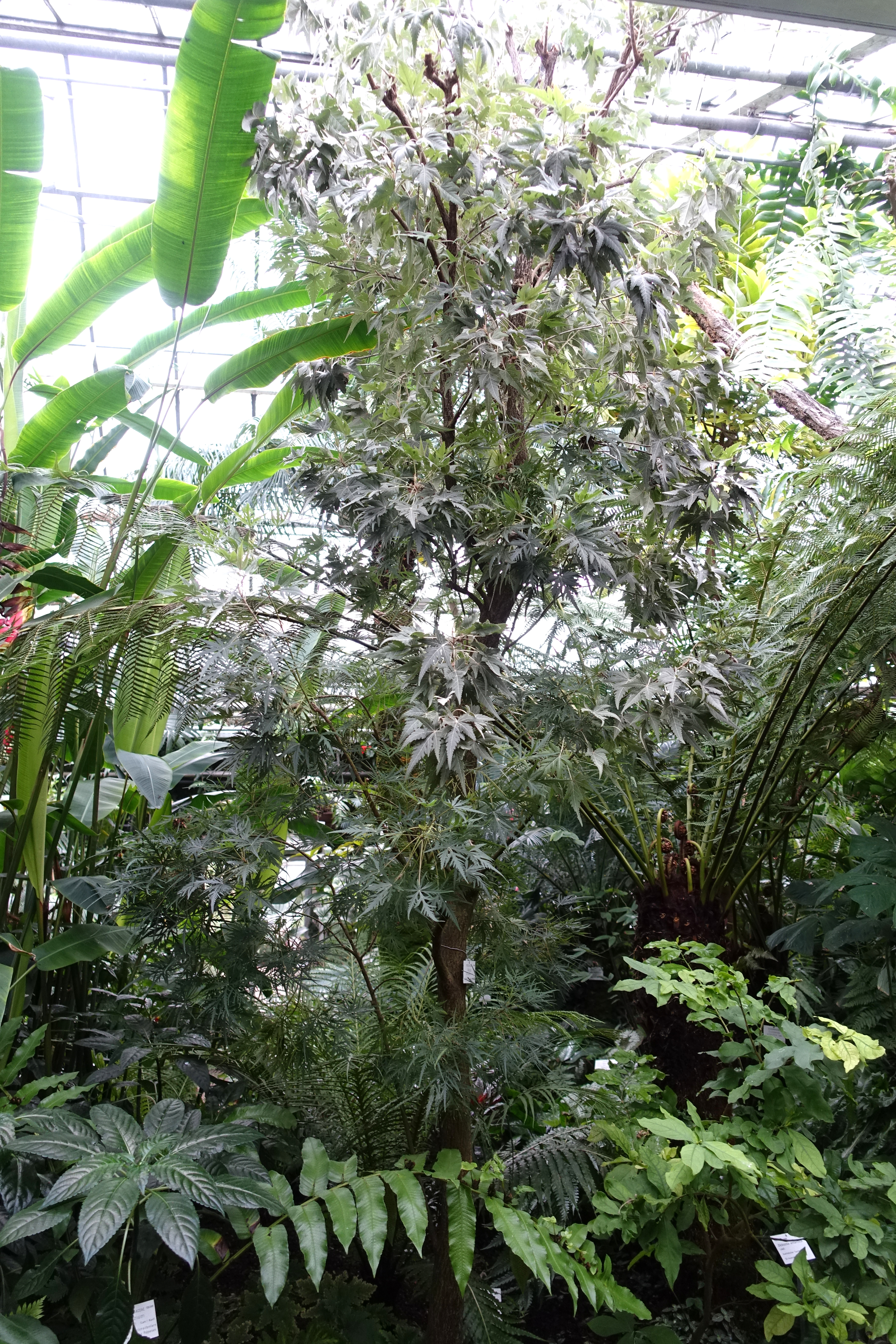
Habitus von Ruizia cordata

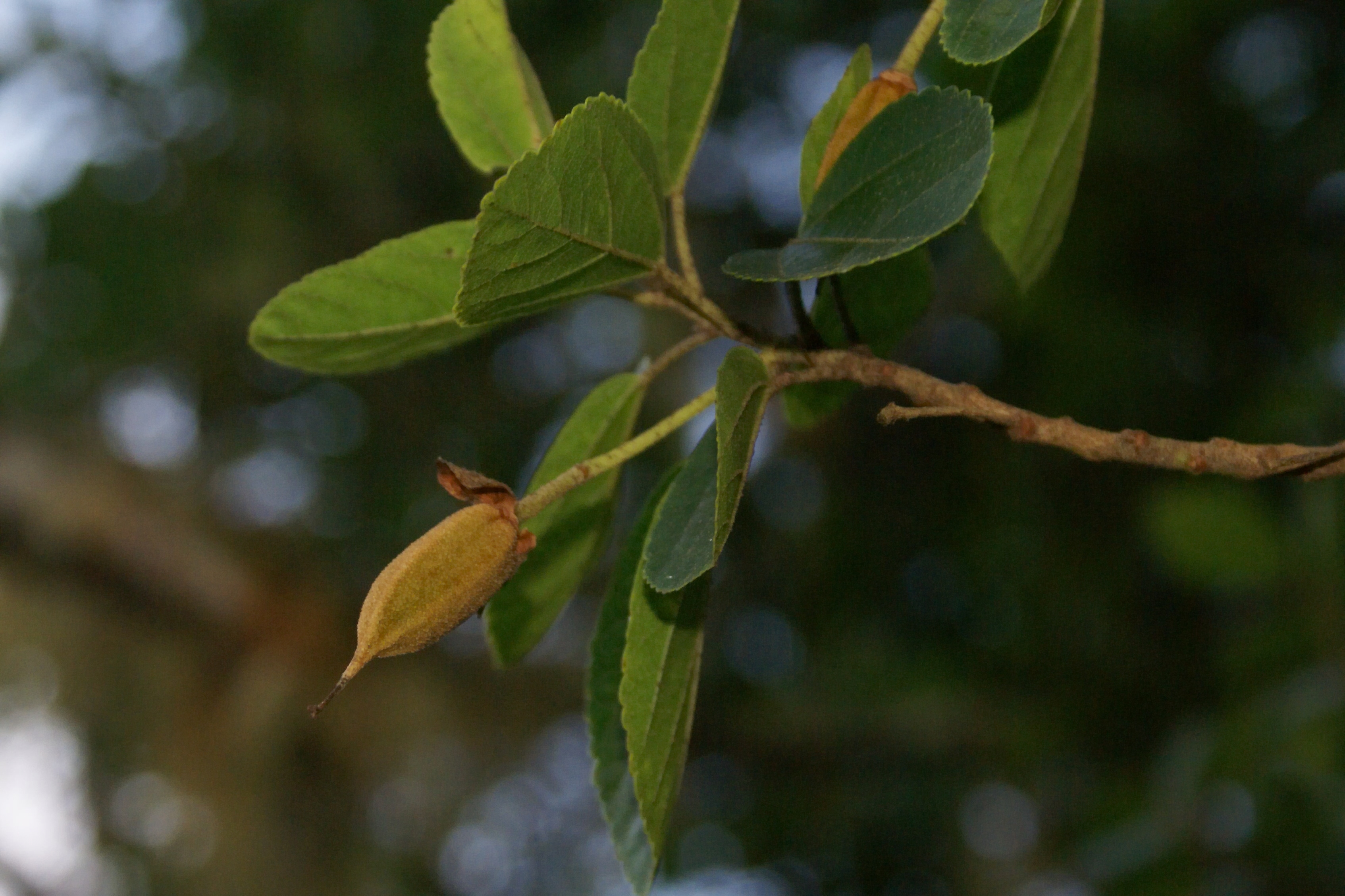
Frucht von Ruizia granulata

### Vegetative Merkmale
Ruizia-Arten sind Sträucher oder kleine Bäume.
Bei manchen Ruizia-Arten liegt Heterophyllie vor, dann sind die Blattspreiten junger Exemplare stark geteilt oder gelappt. Die wechselständig angeordneten Laubblätter sind in Blattstiel und -spreite gegliedert. Die einfachen, gelappten oder tief geteilten Blattspreiten sind mit Schuppen bedeckt oder flaumig mit Sternhaaren behaart. An der Spreitenbasis sind drei bis neun handförmig angeordnete Blattnerven vorhanden. Die Blattränder sind glatt, unregelmäßig gelappt oder gekerbt bis fein gekerbt. Es sind Nebenblätter vorhanden.

### Generative Merkmale
Die Blüten von Ruizia-Arten sind zwittrig oder eingeschlechtig. Wenn die Blüten funktional eingeschlechtig sind, können die Arten einhäusig (monözisch) oder zweihäusig (diözisch) getrenntgeschlechtig sein. Die flaumig behaarten, beschuppten oder verkahlenden Blütenstandsschäfte sind kurz bis lang und oft hängend. Es sind Tragblätter vorhanden. Die Blüten hängen entweder einzeln oder befinden sich zu zweit bis dritt zusammen in pseudozymösen Blütenständen.
Die Nebenkelchblätter sind becherförmig verwachsen oder selten sind es drei freie winzige Nebenkelchblätter; sie können haltbar sein oder früh abfallen. Wenn die Blüten eingeschlechtig sind, dann sind die männlichen größer als die weiblichen. Die fünf Kelchblätter sind frei oder etwas bis mehr oder weniger vollständig verwachsen. Die Kelchblätter sind unten auf der Außenseite meist drüsig behaart. Die Kronblätter sind beispielsweise weiß, blassrosa, rötlich oder rot-orange. Die fünf Kronblätter sind frei und mehr oder weniger asymmetrisch; sie können haltbar sein oder früh abfallen.
Die 15 bis 40, selten bis zu 45 Staubblätter sind zu einer Röhre verwachsen. Bei weiblichen Blüten sind die Staubblätter steril und öffnen sich nicht. Es können fünf Staminodien vorhanden sein. Die Staubbeutel besitzen zwei Theken. Bei männlichen Blüten sind die Fruchtknoten reduziert und ohne Funktion. Die fertilen Fruchtknoten sind zwei- bis zehnkammerig mit 2 bis 15 mehr oder weniger horizontalen bis aufsteigenden, anatropen Samenanlagen je Fruchtknotenkammer. Der reduziert oder manchmal gut entwickelte Griffel endet in an der Basis etwas vereinigten oder vollständige fünf bis zehn freien Narbenästen.
Die Kapselfrüchte sind kugelig oder eiförmig, öffnen sich spät oder bleiben geschlossen und enthalten meist ein bis zwei oder selten viele Samen je Fruchtblatt. Die Samen sind nicht geflügelt. Die Keimblätter (Kotyledonen) sind zweispaltig und nicht oder mehr oder weniger gefaltet.

## Systematik und Verbreitung

### Taxonomie und botanische Geschichte
Die Gattung Ruizia wurde 1786 durch Antonio José Cavanilles in Monadelphiae Classis Dissertationes Decem, 2 (App. 1). aufgestellt. Der Gattungsname Ruizia ehrt den spanischen Botaniker Hipólito Ruiz López. Typusart ist Ruizia cordata Cav. Seit langer Zeit war Ruizia cordata die einzige Art der Gattung Ruizia. Ein Homonym ist Ruizia Pav., das 1794 in Florae Peruvianae, et Chilensis Prodromus, Volume 135, Tafel 29 veröffentlicht wurde. Seit Dorr et al. 2020 gehören alle Arten, die zur ehemaligen Gattung Trochetia gehörten zur Gattung Ruizia. Zur Gattung Trochetia gehörten je nach Autor etwa sechs Arten. Weitere Synonyme für Ruizia Cav. sind: Astyria Lindl., Assonia Cav., Dombeya sect. Assonia (Cav.) Cordem., Vahlia Dahl non Thunb., Koenigia Comm. ex Juss. nom. nud. Durch Dorr et al. 2020 erfolgten viele Neukombinationen.

### Äußere Systematik
Die Gattung Ruizia gehört zur Ruizia-Klade in der Unterfamilie Dombeyoideae innerhalb der Familie der Malvaceae.

### Arten und ihre Verbreitung
Seit Dorr et al. 2020 gehören etwa 13 Arten zur Gattung Ruizia Cav.:
- Ruizia blackburniana (Bojer ex Baker) Dorr (Syn.: Trochetia blackburniana Bojer ex Baker, Trochetia blackburniana Bojer nom. nud., Dombeya blackburniana Arènes): Dieser Endemit kommt nur auf Mauritius vor.[1]
- Ruizia boutoniana (F.Friedmann) Dorr (Syn.: Trochetia boutoniana F.Friedmann):[1] Sie wird auf Mauritius Boucle d’Oreille genannt und ist seit 1992 die Nationalblume von Mauritius. Dieser Endemit kommt auf Mauritius nur in Le Morne Brabant vor.
- Ruizia cordata Cav. (Syn.: Ruizia laciniata Cav., Ruizia lobata Cav., Ruizia palmata Cav., Ruizia variabilis Jacq.): Dieser Endemit kommt nur auf Réunion vor.[1]
- Ruizia ferruginea (Cav.) Dorr: Es gibt zwei Unterarten:[1]
  - Ruizia ferruginea (Cav.) Dorr subsp. ferruginea (Syn.: Dombeya ferruginea Cav., Cavanilla ferruginea (Cav.) J.F.Gmel., Pentapetes ferruginea (Cav.) Poir., Assonia ferruginea (Cav.) Kuntze, Dombeya ovata Cav., Cavanilla ovata (Cav.) J.F.Gmel., Pentapetes ovata (Cav.) Poir., Assonia ovata (Cav.) Kuntze, Assonia viburnoides DC., Dombeya viburnoides (DC.) Cordem.): Dieser Endemit kommt nur auf Mauritius vor.[1]
  - Ruizia ferruginea subsp. borbonica (F.Friedmann) Dorr (Syn.: Dombeya ferruginea subsp. borbonica F.Friedmann, Dombeya richardiana Cordem.): Dieser Endemit kommt nur auf La Réunion vor.
- Ruizia granulata (Cordem.) Dorr (Syn.: Trochetia granulata Cordem.):[1] Dieser Endemit kommt nur auf La Réunion in Cirque de Cilaos und Cirque de Mafate vor.
- Ruizia mauritiana (F.Friedmann) Dorr (Syn.: Dombeya mauritiana F.Friedmann): Dieser Endemit kommt nur auf Mauritius vor.[1]
- Ruizia parviflora (Bojer ex Baker) Dorr (Syn.: Trochetia parviflora Bojer ex Baker, Trochetia parviflora Bojer, Dombeya parviflora Arènes): Dies ist eine sehr seltene Pflanzenart, die man seit 1863 für ausgestorben hielt, aber 2001 am Corps de Garde auf Mauritius wiederentdeckt hat, dies ist die einzige bekannte Population mit etwa 63 Pflanzenexemplaren.
- Ruizia populnea (Cav.) Dorr (Syn.: Assonia populnea Cav., Pentapetes populnea (Cav.) Poir., Dombeya populnea (Cav.) Baill., Vahlia fastuosa Dahl, Dombeya globosa Bojer ex Baker nom. nud.): Sie kommt nur auf La Réunion und vielleicht noch auf Mauritius vor oder sie ist auf Mauritius ausgestorben.[1]
- Ruizia rosea (Lindl.) Dorr (Syn.: Astyria rosea Lindl., Dombeya boutonii Arènes, Dombeya astylosa Arènes, Dombeya astrapaeoides Bojer ex Baker): Sie kommt vielleicht noch auf Mauritius vor oder sie ist vielleicht ausgestorben.[1]
- Ruizia sevathianii (Le Péchon & Baider) Dorr (Syn.: Dombeya sevathianii Le Péchon & Baider): Dieser Endemit kommt nur auf Mauritius vor.[1]
- Ruizia tremula (Hochr.) Dorr (Syn.: Dombeya tremula Hochr.): Dieser Endemit kommt nur im südlichsten Teil Madagaskars in der Provinz Toliara vor.[1]
- Ruizia triflora (DC.) Dorr (Syn.: Trochetia triflora DC., Dombeya triflora (DC.) Arènes, Trochetia grandiflora Bojer ex Lindl., Trochetia grandiflora Bojer nom. nud., Trochetia serrata Bojer nom. nud., Dombeya serrata Arènes):[1] Dieser Endemit kommt nur in Trou aux Cerfs, Grand Bassin, Piton Savanne und Piton de la Petite Rivière Noire auf Mauritius vor.
- Ruizia uniflora (DC.) Dorr (Syn.: Trochetia uniflora DC., Dombeya uniflora (DC.) Arènes, Trochetia candolleana Bojer nom. superfl.):[1] Dieser Endemit kommt nur in Trois Mamelles, Le Pouce und Letard Gebirge auf Mauritius vor.